# Polystachya obanensis
Polystachya obanensis är en orkidéart som beskrevs av Alfred Barton Rendle. Polystachya obanensis ingår i släktet Polystachya och familjen orkidéer. Inga underarter finns listade i Catalogue of Life.